# Entrance Island (ö i Australien, Queensland, lat -10,72, long 142,30)
Entrance Island är en ö i Australien. Den ligger i delstaten Queensland, omkring 2 200 kilometer nordväst om delstatshuvudstaden Brisbane. Arean är 6,1 kvadratkilometer. Den sträcker sig 3,8 kilometer i nord-sydlig riktning, och 2,6 kilometer i öst-västlig riktning.
Savannklimat råder i trakten. Genomsnittlig årsnederbörd är 1 554 millimeter. Den regnigaste månaden är mars, med i genomsnitt 454 mm nederbörd, och den torraste är augusti, med 2 mm nederbörd.